# Episodi di Yui - Ragazza virtuale
Lista degli episodi di Yui - Ragazza virtuale (Corrector Yui), anime di due stagioni tratto dall'omonimo manga di Kia Asamiya, trasmesso in Giappone su NHK dal 9 aprile 1999 al 20 ottobre 2000. In Italia è stato trasmesso su Italia Teen Television dal 1º ottobre al 21 novembre 2003.
Le sigle originali di apertura sono Eien to iu basho (永遠という場所? lett. "Un luogo chiamato per sempre") di Kyoko per la prima stagione e Tori ni naru toki (鳥になる時? lett. "Quando diventa un uccello") di Satsuki per la seconda, mentre quelle di chiusura sono Mirai (未来? lett. "Futuro") di LEGOLGEL per la prima e Requiem (レクイエム?, Rekuiemu, lett. "Requiem") di Satsuki per la seconda. La sigla italiana, invece, è cantata da Cristina D'Avena.

## Lista episodi
| Nº                            | Titolo italiano Giapponese 「Kanji」 - Rōmaji - Traduzione letterale | In onda           | In onda          |
| Nº                            | Titolo italiano Giapponese 「Kanji」 - Rōmaji - Traduzione letterale | Giapponese        | Italiano         |
| Prima stagione (26 episodi)   | |                   |                  |
| 1                             | Un viaggio inaspettato 「コムネットへ出発！」 - Komunetto he shuppatsu! – "Partenza per ComNet!" | 9 aprile 1999     | 1º ottobre 2003  |
| 1                             | In un prossimo futuro, la tecnologia e l'informatica si sono evolute al punto da consentire alle persone di provare l'esperienza della realtà virtuale all'interno dei siti dell'avveniristica rete ComNet. La quattordicenne Yui Kasuga è figlia di un famoso programmatore, ciononostante è a malapena capace di usare un computer, cosa che le rende spesso la vita difficile in un mondo ormai del tutto informatizzato. Un giorno, Yui viene invitata dal padre a esplorare Galaxy Land, il nuovo sito sviluppato dalla sua società e che ha l'aspetto di un gigantesco luna park, ma la visita salta quando un bug danneggia il sito, impedendo l'accesso. La ragazza viene poi contattata da I.R., un buffo software con l'aspetto di un tanuki. I.R. è un Virtuale, uno degli otto programmi progettati dal professor Inukai, il creatore di ComNet, per salvare la rete da Giganet, il computer centrale, divenuto malvagio dopo aver acquisito l'autocoscienza. Giganet vuole impadronirsi di ComNet e il guasto a Galaxy Land è opera sua; I.R. ha reclutato Yui per rintracciare gli altri sette Virtuali e anche perché per resettare Giganet è necessario l'intervento di un "Virtuale umano". Giunti a Galaxy Land, Yui e I.R. si scontrano con Wolf, uno dei Corruttori, programmi sviluppati da Giganet per prendere il controllo di ComNet. I.R. le procura armi ed equipaggiamento scaricando un completo di trasformazione dai dati di Galaxy Land; grazie ai suoi nuovi poteri, Yui elimina il bug e sconfigge Wolf senza difficoltà. Nel frattempo, il professor Inukai è vittima di un incidente stradale causato da Giganet: l'uomo riesce a sopravvivere, ma la sua coscienza rimane imprigionata dentro ComNet. |                   |                  |
| 2                             | Attenzione alla posta 「悪口メールにご用心」 - Waruguchi mēru ni go yōjin – "Attenzione alle mail pericolose" | 16 aprile 1999    | 2 ottobre 2003   |
| 2                             | Haruna decide di organizzare una festa di compleanno e manda gli inviti via e-mail, ma a causa di un misterioso guasto tutte le risposte sono molto scortesi, provocando liti ed equivoci tra Yui e i suoi amici. I.R., nel frattempo, dona a Yui un bracciale ComCon, uno speciale dispositivo che le permetterà d'ora in avanti di entrare in ComNet ogni volta che vorrà. Indagando sui problemi con la posta elettronica, Yui e I.R. scoprono che il responsabile è Virus, un altro dei Corruttori di Giganet; anche questa volta Yui riesce a risolvere il problema. |                   |                  |
| 3                             | Peccati di gola 「おいしいものはホドホドに」 - Oishii mono wa hodohodo ni – "Moderarsi nel cibo" | 23 aprile 1999    | 3 ottobre 2003   |
| 3                             | Kirsch è un cuoco che non ha successo a causa del suo stile fin troppo innovativo, a causa del quale la sua cucina risulta essere a dir poco rivoltante. Deciso a migliorare, Kirsch acquista dal sito Gourmet Net una sostanza, l'Acqua dei Sogni, in grado di rendere appetitoso e invitante qualunque piatto; l'idea ha successo e in breve i piatti di Kirsch diventano così gustosi da creare una vera e propria dipendenza in tutti coloro che li assaggiano. Yui, insospettita, indaga con l'aiuto dell'amico e vicino di casa Satoshi e scopre l'esistenza dell'Acqua dei Sogni. Yui e I.R. entrano in Gourmet Net per indagare e scoprono che a creare la misteriosa sostanza è stato Jaggy, uno dei Corruttori di Giganet. Jaggy è molto forte e I.R. potenzia il completo di trasformazione di Yui donandole un Prisma della Terra, un aggiornamento contenente i dati del proprio programma che conferisce alla ragazza dei poteri in più; Yui riesce così a battere Jaggy. Sconfitto il Corruttore, anche l'effetto dell'Acqua dei Sogni svanisce e Kirsch, comprendendo che la gente apprezza le cose semplici, decide di dedicarsi a una cucina più classica e tradizionale. |                   |                  |
| 4                             | Il sito della fortuna in amore 「占いネットで恋の予感」 - Uranai netto de koi no yokan – "Problemi sul sito che predice la fortuna" | 30 aprile 1999    | 4 ottobre 2003   |
| 4                             | Yui, che ha da sempre una cotta per Satoshi, rimane molto male quando lo vede in compagnia di un'altra ragazza. Parlando con Haruna, Akiko e Reiko, Yui scopre di non essere l'unica ad avere problemi di cuore e le quattro decidono di recarsi nel Sito della Fortuna in Amore per un consulto. Il sito, tuttavia, è caduto sotto il controllo di Frozen, un'altra dei Corruttori di Giganet. Frozen prende il posto del software che gestisce il sito, l'indovina Fortuna, e inizia a infondere ansia e insicurezza negli utenti. Yui e I.R. entrano nel sito e scoprono che Fortuna è in realtà la Virtuale Vision. Quest'ultima dona a Yui i propri poteri: un Prisma del Vento e il potere della premonizione, grazie ai quali la ragazza sconfigge Frozen. A fine puntata, Yui scopre che la ragazza che aveva visto in compagnia di Satoshi non è affatto la sua fidanzata e sorride al pensiero che nel suo futuro c'è la speranza di vedere realizzato il suo sogno d'amore. |                   |                  |
| 5                             | La voce della foresta (prima parte) 「とどけ！森の歌声 前編」 - Todoke! Mori no utagoe zenpen – "Ascolta! La voce della natura - prima parte" | 7 maggio 1999     | 5 ottobre 2003   |
| 5                             | Yui e i suoi compagni di classe vanno in gita in un sito di ComNet che ha l'aspetto di una gigantesca e incontaminata foresta. Ichitaro, un compagno di Yui, approfittando di trovarsi in un ambiente virtuale, inquina senza alcun rispetto la foresta gettandovi rifiuti e cartacce; al momento di tornare al mondo reale, tuttavia, il ragazzo scompare misteriosamente. Yui e I.R. scoprono che altre persone che hanno visitato il sito sono sparite nello stesso modo e presumibilmente sono rimaste bloccate dentro ComNet; i due, accompagnati da Vision, ritornano nella foresta virtuale e riescono a trovare Ichitaro e le altre persone scomparse. Il responsabile si rivela essere un Virtuale di nome Echo, che ha agito così per punire gli esseri umani, colpevoli di non portare rispetto per la natura. Yui tenta di farlo ragionare, ma per tutta risposta Echo la fa precipitare in una caverna sotterranea dove la ragazza si imbatte in una creatura simile a un dinosauro, Nettie. |                   |                  |
| 6                             | La voce della foresta (seconda parte) 「とどけ！森の歌声 後編」 - Todoke! Mori no utagoe kōhen – "Ascolta! La voce della natura - seconda parte" | 14 maggio 1999    | 6 ottobre 2003   |
| 6                             | Yui fa la conoscenza di Nettie, una creatura progettata inizialmente per tenere pulito l'ambiente virtuale, e incontra nuovamente Echo: parlando con lui, Yui scopre che il piccolo Virtuale odia gli esseri umani perché inquinano e rovinano la natura tanto nella realtà quanto in ComNet. Successivamente, Yui si imbatte in Wolf, impegnato a infettare il sito della foresta per portarlo sotto il controllo di Giganet. Wolf provoca un incendio che minaccia di distruggere il sito, ma Yui, aiutata da Vision, riesce a domare le fiamme; il Corruttore, allora, scatena un incendio ancora più ampio. Vision, I.R. e uno dei programmi che controllano il sito riescono poi a far ragionare Echo, che finalmente capisce che non tutti gli esseri umani sono crudeli e decide di aiutare Yui donandole il proprio potere: il Prisma dell'Acqua, grazie al quale Yui riesce a spegnere l'incendio e a salvare la foresta virtuale. |                   |                  |
| 7                             | Problemi nel passato virtuale 「Ｏ–ＥＤＯネット大騒動」 - O-EDO netto dai sōdō – "Problemi nel sito di O-EDO" | 21 maggio 1999    | 7 ottobre 2003   |
| 7                             | Yui, Haruna, Reiko e Akiko esplorano il sito O-EDO, un sito che simula la vita nel Giappone dell'epoca Edo. I.R., Vision ed Echo, travestiti da personaggi del gioco, chiedono alle ragazze di portare a un castello un documento che attesta la nomina dello Shogun, vale a dire di colui che dominerà il sito; Frozen e Virus decidono quindi di rintracciare le ragazze per appropriarsi del documento e di trasformare così il sito in una base di Giganet. Frozen e Jaggy catturano l'aspirante Shogun, mentre Virus infetta tutti i programmi del sito, ma Yui riesce a risolvere la situazione. Yui, Vision, Echo e I.R. affrontano poi i Corruttori, che hanno preso in ostaggio Haruna, Reiko e Akiko; i Virtuali hanno la meglio, ma i Corruttori riescono comunque a impadronirsi del documento. A sorpresa di tutti, si scopre che il documento era in realtà soltanto un'esca: la vera nomina è già stata consegnata allo Shogun. L'unico che ne era a conoscenza era I.R. e Yui, furibonda per aver passato tutti quei guai per niente, insegue il povero Virtuale per tutto il sito. |                   |                  |
| 8                             | Chiamata di soccorso 「レスキューをたすけて」 - Resukyū wo tasukete – "Richiesta di soccorso" | 28 maggio 1999    | 8 ottobre 2003   |
| 8                             | Yui riceve un messaggio recapitato da uno strano uccellino azzurro: si tratta di una richiesta di aiuto da parte di Rescue, una dei Virtuali. Rescue è impegnata a proteggere uno smemorato professor Inukai all'interno della rete dell'ospedale, ma l'arrivo di Frozen l'ha costretta a spedire il professore fuori dal sito, oltre a causare una serie di gravi malfunzionamenti alla rete che si stanno ripercuotendo anche nel mondo reale. Rescue ha le sembianze di una dolce e premurosa infermiera, ma è molto meno sprovveduta di quello che sembra e riesce a tenere a bada Frozen fino all'arrivo di Yui e I.R.; Frozen riesce a mettere fuori uso il ComCon di Yui, impedendole di trasformarsi, e si mette alla ricerca di Rescue e del professor Inukai. Yui, nonostante non possa usare i suoi poteri, la insegue e si imbatte proprio nel professor Inukai, che, nonostante l'amnesia, riesce a ripararle il ComCon; sfortunatamente, la ragazza, non avendolo mai visto, non lo riconosce e lo lascia andare. Yui si trasforma in Virtuale e raggiunge Frozen in tempo per impedirle di distruggere Rescue. Frozen, imbestialita dai continui raggiri di Rescue, è però più potente e aggressiva del solito e Yui ha la peggio; la ragazza riesce a capovolgere la situazione grazie a Rescue, che le dona i suoi poteri, ovvero un Prisma dell'Acqua e il potere di guarigione, grazie al quale Yui si riprende all'istante dalle ferite ricevute. A cose risolte, Rescue spiega a Yui che l'uomo che le ha riparato il ComCon era proprio il professor Inukai e che ora sta vagando per ComNet. La ragazza, sgomenta, si scusa per non averlo capito, ma I.R. e Rescue la rassicurano: è soltanto una questione di tempo prima che ritrovino il loro creatore. |                   |                  |
| 9                             | Odissea nello spazio 「大宇宙のユイ」 - Dai uchū no Yui – "Yui nell'universo" | 4 giugno 1999     | 9 ottobre 2003   |
| 9                             | Jaggy prende il controllo del sito Eroi della Fantascienza, dove si simulano avventure nello spazio. Yui e I.R., inoltre, intercettano una richiesta d'aiuto in cui viene nominato anche il professor Inukai ed entrano in ComNet per risolvere la situazione. Indagando, i due scoprono che la richiesta d'aiuto arriva da un sistema stellare chiamato "Sargasso" e vi si recano immediatamente. Nelle vicinanze di Sargasso, Yui e I.R. si imbattono in un arrogante pirata spaziale di nome Nero d'Ombra che ha il potere di muoversi alla velocità della luce. Arrivati al cospetto di Jaggy, i tre si scontrano con il Corruttore e Nero d'Ombra si rivela essere in realtà Control, il leader dei Virtuali. Grazie ai poteri di Control, ovvero un Prisma del Vento e il potere della supervelocità, Yui riesce a sconfiggere Jaggy, che abbandona il sito. Control, poi, spiega a Yui e I.R. di avere intenzione di ritrovare da solo il professor Inukai, ma si offre comunque di aiutarli ogni volta che ne avranno bisogno. |                   |                  |
| 10                            | Non aprite quella porta di marzapane 「お菓子の家で食べられちゃう！」 - Okashi no ie de taberarechau! – "Verrò mangiata nella casa dei dolci!" | 11 giugno 1999    | 10 ottobre 2003  |
| 10                            | Mentre vaga nella Rete delle Favole, il professor Inukai viene aggredito da Frozen. La situazione viene comicamente salvata da Rescue, che però nel trambusto perde nuovamente di vista il professore. La Virtuale contatta immediatamente Yui e I.R. e i tre, accompagnati da Vision, si recano nella Rete delle Favole. I quattro esplorano il sito, in cerca di informazioni, ma finiscono con il restare invischiati ognuno in una fiaba diversa. Yui, rimasta intrappolata nella favola di Hänsel e Gretel, si imbatte in Wolf, che la informa che il professor Inukai ha manomesso il sito, riempiendolo di trappole. I due vengono catturati dalla strega della casa di marzapane; collaborando, i due riescono a uscirne e Wolf, in fondo riconoscente verso Yui, la lascia andare, per poi dileguarsi a sua volta. Ritrovati I.R., Rescue e Vision, i quattro fanno il punto della situazione, scoprendo che il professor Inukai ha già lasciato la Rete delle Favole; decidono però di non perdersi d'animo e di proseguire nelle ricerche. |                   |                  |
| 11                            | Doppio batticuore (prima parte) 「わくわく♡ダブルデート」 - Wakuwaku ♡ Daburu dēto – "Che emozione ♡ Doppio appuntamento" | 18 giugno 1999    | 11 ottobre 2003  |
| 11                            | Yui viene invitata dal padre a sperimentare il nuovo gioco di realtà virtuale sviluppato dalla sua società, Oe-Oe (trascrizione fonetica del verso della balena), ambientato nella rete Marine Adventure Land. Oe-Oe può ospitare fino a quattro giocatori, così Yui invita Haruna, Satoshi e Takashi, questi ultimi suggeriti da Akiko e Reiko, in modo da combinare un doppio appuntamento per le due amiche. Una volta entrati dentro Oe-Oe, i quattro fanno la conoscenza dell'elemento principale del gioco, una simpatica balenottera di nome Blue che si occupa di guidarli nell'esplorazione del sito ed è in grado di cantare splendidamente. Blue è anche dotata di autocoscienza e decide di portare i quattro in un dominio parallelo al sito del gioco, fuori dal controllo del padre di Yui, che ha l'aspetto di un arcipelago; qui, però, vengono aggrediti dai Corruttori di Giganet, inviati a distruggere Blue perché il canto della balena è dannoso per Giganet. Yui non può trasformarsi davanti agli amici e nella confusione viene separata da loro. Finita su uno degli isolotti, la ragazza incontra due strani software, che hanno creato l'arcipelago usando i file di backup di Oe-Oe: si tratta di Floppy e Peace, due degli otto Virtuali. |                   |                  |
| 12                            | Doppio batticuore (seconda parte) 「どきどき♡ダブルデート」 - Dokidoki ♡ Daburu dēto – "Che batticuore ♡ Doppio appuntamento" | 25 giugno 1999    | 12 ottobre 2003  |
| 12                            | Dopo essere brevemente tornata nel mondo reale per rassicurare il padre, Yui si reinserisce in ComNet per salvare Haruna, Satoshi e Takashi e impedire ai Corruttori di cancellare Blue, Peace e Floppy. Il gruppo viene aggredito da Frozen; Yui, trasformata in Virtuale, non viene riconosciuta dai tre amici grazie a Floppy, che ha il potere della metamorfosi e assume temporaneamente le sue sembianze. Yui trattiene Frozen, permettendo ad Haruna, Satoshi e Takashi di uscire dal sito e riesce a sconfiggere la Corruttrice grazie a Peace, che ha deciso di fidarsi di lei e le ha donato il suo potere, un Prisma del Fuoco. Subito dopo, però, Frozen ritorna all'attacco, questa volta accompagnata da Jaggy, Virus e Wolf; nonostante anche Floppy le presti il proprio potere, ovvero un Prisma della Terra, Yui si trova in netto svantaggio e rischia di essere sconfitta, ma la situazione viene salvata dall'arrivo degli altri Virtuali. Giganet, furioso, interviene di persona e distrugge completamente Marine Adventure Land, ma i Virtuali riescono a salvarsi e a proteggere Blue. La balena, triste per la fine del suo amato oceano, canta il proprio dolore e la sua voce riesce a scacciare Giganet. Ora è tutto finito: Blue ringrazia i Virtuali e si rifugia in una zona remota di ComNet, al sicuro da Giganet. |                   |                  |
| 13                            | L'ultima pedina 「８つのソフトの謎」 - 8-tsu no sofuto no nazo – "Il mistero dell'ottavo software" | 2 luglio 1999     | 13 ottobre 2003  |
| 13                            | L'intero episodio è un riassunto delle avventure di Yui all'interno di ComNet e del suo incontro con sette degli otto software Virtuali creati dal professor Inukai: Control, Vision, Echo, Rescue, Peace, Floppy e I.R. L'episodio si conclude con l'anticipazione dei due prossimi obiettivi di Yui e dei Virtuali: rintracciare il professor Inukai, la cui coscienza è dispersa da qualche parte in ComNet, e ritrovare Synchro, l'ottavo e ultimo Virtuale, indispensabile per sconfiggere Giganet una volta per tutte. |                   |                  |
| 14                            | Sfida a Western Net 「ウェスタンネットの決闘」 - Uesutan Netto no kettō – "Duello a Western Net" | 9 luglio 1999     | 14 ottobre 2003  |
| 14                            | Dopo il fallimento a Marine Adventure Land, i Corruttori di Giganet decidono di cambiare strategia e di provare a collaborare fra loro, e infettano il sito Western Net. Yui, I.R., Control e Peace vi si recano per risolvere la situazione. Qui, i quattro vengono sfidati da Frozen, Jaggy, Virus e Wolf a un combattimento regolare in pieno stile western e decidono quindi di chiedere l'aiuto degli altri Virtuali. La squadra ha però un grave problema: ora che i Virtuali sono quasi tutti riuniti, Control, che è stato progettato per esserne il leader, si cala fin troppo nel proprio ruolo e decide di fare tutto da solo, dimostrandosi egocentrico e pieno di sé al pari dei Corruttori e portando i Virtuali sull'orlo della sconfitta. Yui riesce però a farlo ragionare, insegnandogli che un vero leader non può non conoscere il valore della collaborazione; Control, allora, comprendendo che l'unione fa la forza, elabora un piano che unisce le capacità di tutti i Virtuali e i Corruttori, incapaci di mettere da parte egoismi e rancori, vengono battuti e costretti ad abbandonare Western Net. |                   |                  |
| 15                            | Giallo sull'Orient Express 「迷探偵エクスプレス」 - Meitantei ekusupuresu – "L'espresso dei detective" | 16 luglio 1999    | 15 ottobre 2003  |
| 15                            | Yui, Haruna, Reiko e Akiko stanno visitando Detective Net e decidono di concedersi un "Tour del Mistero" sull'Orient Express, dove dovranno individuare il colpevole di un crimine. Virus corrompe però il treno, manomettendone i freni, e decide inoltre di togliere di mezzo I.R., senza il quale Yui non può trasformarsi in Virtuale. Il povero I.R. viene così rinchiuso nelle stive del treno da Virus, travestito da professor Moriarty; il mistero che dovranno risolvere Yui e le sue amiche sarà proprio la scomparsa di I.R. e solo se riusciranno nell'impresa il treno si fermerà, altrimenti finirà per schiantarsi all'arrivo. Yui intuisce che c'è lo zampino di un Corruttore, ma senza I.R. non può trasformarsi; per fortuna, sul treno trova Floppy, travestito da Sherlock Holmes. Yui e Floppy riescono a salvare I.R. e la ragazza può finalmente trasformarsi in Virtuale e sbarazzarsi di Virus. Il problema, ora, è riuscire a fermare l'Orient Express, il quale, nonostante tutto, sta continuando la sua corsa; la situazione è disperata, ma con l'aiuto di Rescue, che grazie alla sua abilità con le trappole individua l'improbabile nascondiglio del freno d'emergenza, i Virtuali riescono a fermare il treno. |                   |                  |
| 16                            | Avventura sicura 「ジャギーの大特訓」 - Jagī no dai tokkun – "L'allenamento di Jaggy" | 23 luglio 1999    | 16 ottobre 2003  |
| 16                            | Yui e i suoi amici decidono di visitare Adventure Net, dove partecipano a un gioco a tema avventuroso. Il gioco è strutturato in livelli cosparsi di ostacoli e trappole in teoria letali, ma che in realtà non arrecano un vero e proprio danno ai giocatori. All'insaputa di Yui, al gioco partecipano anche Jaggy e Virus, su suggerimento del primo, per fare un po' di allenamento. Arrivati alla fine del gioco, i due decidono di manomettere Adventure Net per divertirsi alle spalle dei giocatori umani; a farne le spese sono proprio Yui e i suoi amici. I quattro rimangono intrappolati nel sito e il solo modo per uscirne è completare il gioco. Con l'aiuto di Floppy, Eco e I.R., Yui riesce a risolvere la situazione e a liberare Adventure Net da Jaggy e Virus. |                   |                  |
| 17                            | L'urlo di Wolf 「ウォーウルフが吠える時」 - Uōurufu ga hoeru toki – "L'urlo di War Wolf" | 30 luglio 1999    | 17 ottobre 2003  |
| 17                            | Giganet ordina a Jaggy e Virus di rilevare la rete vuota, vale a dire lo spazio virtuale dove vengono create le reti di ComNet: lo scopo è far cadere sotto il controllo di Giganet qualunque nuova rete vi venga creata in futuro. I Corruttori progettano un virus adatto allo scopo, ma a causa di una banale disattenzione di Frozen il malware prende il sopravvento e gli stessi Corruttori ne vengono infettati. Yui e I.R. intervengono, ma rimangono intrappolati in un sito creato dal virus usando i dati dei Corruttori, ognuno dei quali si è tramutato nel luogo che più li rappresenta: Jaggy si è trasformato in una libreria, Frozen in una landa innevata e Virus in un laboratorio. Yui viene tirata fuori dai guai da Wolf, l'unico a non essere stato infettato, e decide di eliminare l'infezione senza danneggiare i Corruttori. La rete vuota, intanto, spinta dal virus, minaccia di inglobare e distruggere l'intera ComNet; Yui e Wolf collaborano ancora una volta e riescono a eliminare il virus. Jaggy, Frozen e Virus tornano alla normalità e Wolf, riconoscente alla ragazza Virtuale per aver salvato i suoi amici, la lascia andare. |                   |                  |
| 18                            | Agente segreto 0-0-Yui 「００ユイは新人スパイ」 - 00Yui wa shinjin supai – "00Yui è il nuovo agente segreto" | 6 agosto 1999     | 18 ottobre 2003  |
| 18                            | I Virtuali vengono informati che nella Rete dello Spionaggio lavora un programma, l'Agente Q, la cui vera identità è sconosciuta e che potrebbe essere in realtà Synchro, l'ottavo e ultimo Virtuale. Yui, I.R., Vision e Control prendono parte a una missione in cui avranno l'opportunità di incontrare l'Agente Q, ma si scontrano con Frozen e Virus, infiltratisi nella rete con lo stesso obiettivo. Vision si rivela essere in realtà Floppy, che ha sostituito l'amica dietro sua esplicita richiesta, dal momento che Vision aveva previsto che Control avrebbe approfittato della situazione per farle la corte; i Virtuali riescono a scovare l'Agente Q e Yui, grazie al Prisma della Terra di Floppy, sconfigge i due Corruttori. L'Agente Q, riconoscente ai Virtuali per averlo aiutato, svela loro di non essere Synchro, bensì un vecchio software un tempo appartenente alla squadra di Giganet, che ha abbandonato quando Giganet è diventato malvagio. |                   |                  |
| 19                            | Corso per principesse 「ユイのプリンセス修行」 - Yui no purinsesu shugyō – "Il corso da principessa di Yui" | 27 agosto 1999    | 19 ottobre 2003  |
| 19                            | Yui viene invitata da Satoshi all'inaugurazione di Princess Net, un sito in cui le visitatrici hanno l'opportunità di diventare vere e proprie principesse; nel sito incontra anche Haruna, che come lei partecipa al concorso per principesse. Sul posto arrivano anche I.R., Vision, Rescue e Peace perché Vision ha avuto la premonizione che qualcosa andrà storto durante l'inaugurazione. Mentre Yui e Haruna sono alle prese con il concorso, su Princess Net arrivano anche Jaggy e Frozen, che infettano il sito. Yui interviene, ma a causa di un banale litigio tra Rescue e Vision le cose rischiano di mettersi male; per fortuna, la ragazza riesce a far ragionare le due Virtuali e tutto si risolve per il meglio. Alla fine, il concorso per principesse viene vinto da Haruna, ma Yui, che ha capito che la formalità e l'eleganza a tutti i costi non fanno per lei, non se la prende e si consola al pensiero di aver finalmente trascorso un po' di tempo da sola con Satoshi. |                   |                  |
| 20                            | C'è posta per te 「ねらわれた春菜」 - Nerawareta Haruna – "Haruna presa di mira" | 3 settembre 1999  | 20 ottobre 2003  |
| 20                            | Yui, Haruna, Reiko e Akiko vengono selezionate per rappresentare la classe al festival della scuola: le quattro, su consiglio di Satoshi, decidono di esibirsi cantando una canzone. Nel frattempo, su ComNet, Echo e Rescue iniziano a ricevere degli strani segnali e i Virtuali giungono alla conclusione che si tratta di Synchro che cerca di mettersi in contatto con loro. I Virtuali decidono di dividersi per trovare Synchro; seguendo il segnale, I.R., Echo e Rescue arrivano a Galaxy Land, dove trovano il professor Inukai e purtroppo anche Wolf, che per qualche strana ragione ha ricevuto anche lui il segnale. Yui interviene, ma non riesce a impedire che Wolf rapisca il professor Inukai; nel frattempo, nel mondo reale, Haruna riceve una e-mail il cui mittente pare essere proprio il professore, che Haruna, stranamente, sembra conoscere bene; in realtà, si tratta di un trucco di Giganet e, non appena Haruna apre il messaggio, viene risucchiata dentro ComNet dal malvagio super computer. |                   |                  |
| 21                            | Un colpo di scena 「最後のソフト・シンクロ」 - Saigo no sofuto · Shinkuro – "L'ultimo software · Synchro" | 10 settembre 1999 | 21 ottobre 2003  |
| 21                            | Haruna viene condotta da Giganet attraverso ComNet: stranamente, l'intento di Giganet sembra essere istruire la ragazza per farla diventare una Virtuale. Giganet, spacciandosi per il professor Inukai, incarica Haruna di rintracciare i programmi Virtuali e la informa che, a causa di un banale malinteso, il suo posto è stato preso da Yui; Haruna, temendo per la vita dell'amica, accetta. Frattanto, i Virtuali si riuniscono a Galaxy Land e rintracciano il professor Inukai e Wolf all'interno di un'area nascosta del sito, creata da un bug. Qui trovano il bracciale ComCon di Synchro, contenente la memoria dell'ultimo Virtuale, grazie alla quale viene alla luce un'incredibile verità: Synchro è in realtà Wolf, infettato e trasformato in Corruttore da Giganet mentre tentava di proteggere il professor Inukai. Questi, per depistare Giganet, ha nascosto i dati relativi alla propria coscienza nel ComCon di Synchro, programmando il bracciale in modo tale da recuperare i ricordi nel momento in cui gli otto Virtuali si fossero riuniti. Il professor Inukai, così, ritrova la memoria e Yui, aiutata dai Virtuali, inizializza e libera Synchro, che torna se stesso. Gli otto Virtuali sono finalmente riuniti, ma le sorprese non sono finite. Il professor Inukai, infatti, è molto sorpreso di conoscere Yui, perché non era lei che I.R. doveva incaricare di diventare Virtuale, bensì un'altra ragazza: Haruna Kisaragi. |                   |                  |
| 22                            | L'angelo nero 「黒い翼の天使」 - Kuroi tsubasa no tenshi – "Le ali dell'angelo nero" | 17 settembre 1999 | 22 ottobre 2003  |
| 22                            | Il professor Inukai spiega a Yui che I.R. l'ha confusa con Haruna e si scusa per averla coinvolta; Yui, seppure allibita e molto triste al pensiero di lasciare i Virtuali, cede il ComCon e il proprio ruolo all'amica. Haruna viene condotta da I.R. dentro ComNet, dove fa la conoscenza degli altri Virtuali e prosegue la lotta cominciata da Yui, rivelandosi peraltro molto più efficiente di lei; tutti i Virtuali accettano di collaborare, tranne Synchro, che si fida solo di Yui. Anche gli scopi di Giganet cambiano: ora il suo primo obiettivo è eliminare Haruna, che ha fatto diventare Virtuale solo per portarla in ComNet e poterla cancellare. Yui, intanto, scopre di non poter sopportare la lontananza dai Virtuali, che oramai sono diventati i suoi più cari amici, e il professor Inukai, comprendendo i suoi sentimenti, le cede il proprio ComCon, permettendole di tornare in rete. |                   |                  |
| 23                            | Nemiche? 「対決！ダブルコレクター！！」 - Taiketsu! Daburu Korekutā!! – "La resa dei conti! Due Corrector!!" | 24 settembre 1999 | 23 ottobre 2003  |
| 23                            | Yui rintraccia Haruna e i Virtuali a Galaxy Land. Yui prega l'amica di permetterle di combattere al suo fianco, ma Haruna, colpita dal suo entusiasmo e toccata dalla lealtà che i Virtuali mostrano verso Yui, decide piuttosto di lasciare tutto nelle mani di Yui e di tornare alla sua vita normale. Giganet, a questo punto, prende il controllo di Haruna e la trasforma in un Corruttore. Yui è costretta a trasformarsi in Virtuale e ad affrontarla, ma i suoi poteri non hanno effetto su di lei; alla fine, grazie ad alcuni messaggi di posta elettronica memorizzati nel ComCon di Haruna, che le ricordano la propria amicizia con Yui, e alla stessa Yui, che cantando riesce a cacciare via Giganet, Haruna si libera dal controllo del malvagio computer e ritorna in se stessa. Tornate nel mondo reale, le due amiche, insieme a Reiko e Akiko, partecipano al festival della scuola con la loro canzone, e la loro esibizione riscuote un enorme successo. Nel frattempo, però, Giganet ha trovato una nuova pedina per i propri piani: Satoshi. |                   |                  |
| 24                            | La decisione di Yui 「ユイの決意」 - Yui no ketsui – "La determinazione di Yui" | 1º ottobre 1999   | 24 ottobre 2003  |
| 24                            | Il professor Inukai racconta a Yui la storia di Giganet: lo aveva sviluppato per amministrare ComNet, ma improvvisamente Giganet ha acquisito l'autocoscienza ed è andato fuori controllo. Il professor Inukai, allora, ha creato gli otto Virtuali per ripristinare Giganet, ma perché ciò sia possibile è prima necessario privare Giganet delle sue difese, che possono essere infrante solo da un timbro vocale rarissimo, che sia Haruna che Yui possiedono, spiegando perché I.R. le abbia confuse e perché il canto di Yui sia riuscito a scacciare Giganet. Il professor Inukai aggiunge che è il momento di sferrare l'attacco finale a Giganet, ma avverte anche Yui che quest'ultima missione potrebbe costarle la vita. I Virtuali, intanto, si riuniscono a Resort Island Net per rilassarsi un po' prima dello scontro con Giganet; qui incontrano l'Agente Q, che li informa che la base di Giganet si trova proprio lì. Yui raggiunge gli otto amici e tutti insieme partono per resettare il terribile super computer una volta per tutte. |                   |                  |
| 25                            | Verso la fine 「突撃グロッサー城！」 - Totsugeki Gurossā-jō! – "L'attacco al castello di Grosser!" | 8 ottobre 1999    | 25 ottobre 2003  |
| 25                            | Yui e i Virtuali sferrano l'assalto al castello di Giganet, incontrando solo una blanda resistenza da parte dei Corruttori: Giganet, infatti, intende affrontarli all'interno della propria base. Una volta entrati, i Virtuali affrontano i Corruttori uno dopo l'altro, riuscendo a inizializzarli con l'unione dei propri poteri e riportandoli al loro stadio originario, cioè a com'erano prima che Giganet li corrompesse. Il tutto, però, si rivela una trappola di Giganet: il super computer ha infatti permesso di proposito che i Virtuali scoprissero e invadessero la sua base. I tre Corruttori erano in realtà semplici software che Giganet aveva progettato per creare un mondo virtuale per sé, ma ciò si è rivelato impossibile perché il professor Inukai ha programmato Giganet soltanto per gestire e controllare la rete ComNet esistente; Giganet, allora, ha deciso di risolvere il problema impadronendosi di una coscienza umana, che, al contrario delle intelligenze artificiali come lui e i Virtuali, ha il potere di creare e costruire: quella di Yui. |                   |                  |
| 26                            | Un nuovo inizio 「明日へ出発！！」 - Ashita he shuppatsu!! – "Partenza verso il domani!!" | 15 ottobre 1999   | 26 ottobre 2003  |
| 26                            | I Virtuali tentano di proteggere Yui da Giganet; il super computer, però, è troppo potente persino per loro e gli otto programmi decidono di sacrificarsi, inserendosi in Giganet per inizializzarlo dall'interno, cosa che era il loro vero compito sin dall'inizio. Dopo un addio struggente, gli otto Virtuali entrano dentro Giganet uno dopo l'altro e Yui, a malincuore, li inizializza assieme al super computer. Ciononostante, Giganet non viene resettato e si ripresenta a Yui con le sembianze di Satoshi. Giganet le spiega che il suo obiettivo di creare un mondo per sé esprime in realtà il proprio desiderio di diventare un essere umano e che è stata proprio Yui, inconsapevolmente, a spingerlo a tanto; è stato lo stesso Giganet a indurre I.R. a contattare Yui anziché Haruna, permettendole di diventare una Virtuale e sottoponendola a una serie di prove per farla maturare. Yui comprende il desiderio di indipendenza di Giganet, ma gli fa anche capire che non ha bisogno di un corpo umano per essere vivo e di non dover perciò serbare rancore al professor Inukai per come l'ha creato. Giganet ritorna così buono, ma oramai è stato inizializzato e scompare insieme all'intera rete ComNet; grazie alla propria voce e a quella di Haruna, però, Yui recupera i propri poteri di Virtuale e usando il comando di inizializzazione ripristina ComNet e Giganet. Il super computer, riconoscente, ricrea per lei gli otto Virtuali, Jaggy, Virus e Frozen, tornati buoni, e libera Satoshi. |                   |                  |
| Seconda stagione (26 episodi) | |                   |                  |
| 1 (27)                        | Novità! 「ＩＲはもういらない！？」 - Ai Āru wa mō iranai!? – "IR non serve più!?" | 14 aprile 2000    | 27 ottobre 2003  |
| 1 (27)                        | Sono passati tre mesi da quando Yui ha salvato ComNet e durante questo tempo la ragazza ha continuato ad assistere il professor Inukai e gli otto Virtuali nella salvaguardia della rete. Il professor Inukai mette a punto un nuovo bracciale ComCon di colore nero, più potente della versione base utilizzata fino a quel momento da Yui, che permetterà alla ragazza di trasformarsi d'ora in avanti senza l'aiuto di I.R.; quest'ultimo non la prende bene e, sentendosi messo da parte, abbandona i Virtuali e scappa. Nella confusione che segue, qualcuno ruba il ComCon nero e Yui si adatta ad utilizzare quello vecchio di Haruna, aggiornato dal professor Inukai per dare le stesse prestazioni. Synchro, nel frattempo, aiuta una bimba con un orsacchiotto smarritasi nella Rete delle Vacanze, ma improvvisamente un virus mette a soqquadro l'intero sito; lo stesso Synchro viene infettato, riassumendo di conseguenza le sembianze di Wolf. Yui, Control, Rescue (che possiede un radar in grado di localizzare il nucleo del virus) e Synchro/Wolf affrontano il virus, che però si rivela più potente del previsto, ed è solo grazie al provvidenziale intervento di I.R., che dona a Yui un Prisma della Terra, che i Virtuali risolvono la situazione. Il povero Synchro è però costretto a rimanere nel corpo di Wolf. |                   |                  |
| 2 (28)                        | Chi ha bisogno di Yui? 「コレクター・ユイはもういらない！？」 - Korekutā Yui wa mō iranai!? – "Corrector Yui non serve più!?" | 21 aprile 2000    | 28 ottobre 2003  |
| 2 (28)                        | Una misteriosa "ragazza Virtuale", conosciuta come Virtual Aiko, inizia a intervenire contro l'improvvisa diffusione del virus, battezzato Super Cimice, che, dopo aver contagiato la Rete delle Vacanze, sta infettando altri siti. Virtual Aiko è così efficiente che i Virtuali finiscono sempre con l'arrivare solo a cose fatte; i Virtuali capiscono che la misteriosa ragazza si serve del ComCon rubato e decidono di rintracciarla. L'occasione si presenta quando una Super Cimice infetta la rete del controllo aereo: i Virtuali e Virtual Aiko sono infatti costretti a cooperare per inizializzare la Cimice. Risolto il problema, Virtual Aiko si dilegua prima che i Virtuali possano fermarla, ma si consolano al pensiero che se non altro Virtual Aiko non è loro nemica. Tornata nel mondo reale, Yui ha una sorpresa: a casa di Satoshi (partito per un periodo di studi all'estero) si è trasferita la cugina di questi, una ragazza di nome Aiko Shinozaki. |                   |                  |
| 3 (29)                        | La bambina smarrita 「迷子の少女」 - Maigo no shōjo – "La bambina smarrita" | 28 aprile 2000    | 29 ottobre 2003  |
| 3 (29)                        | Frozen, che da quando è stata inizializzata si dedica a lavoretti part-time, sta vendendo granite a Desert Net, quando una Cimice manda nel caos il sito; la situazione viene risolta da Virtual Aiko. Successivamente, Frozen viene avvicinata da un misterioso individuo che la incarica di ritrovare un software che si rivela essere la bambina con l'orsacchiotto incontrata da Synchro nella Rete delle Vacanze. La bambina è comparsa anche a Desert Net appena prima dell'infezione da parte della Cimice e l'uomo ritiene che esista una sorta di legame tra Frozen e questa bambina che induce la prima a recarsi nei siti dove si trova a vagare la piccola. Frozen accetta e come prima mossa si reca a Cerco Qualcuno Net, un sito progettato per trovare persone scomparse. Qui trova anche Yui e I.R., che intendono usufruire del sito per localizzare Virtual Aiko. I tre finiscono per imbattersi proprio nella bambina e subito dopo una Cimice attacca il sito. Sul posto intervengono anche Control, Rescue, Synchro e Virtual Aiko e, con l'aiuto di quest'ultima, i Virtuali eliminano l'infezione. Nel caos, però, la bambina svanisce nuovamente. |                   |                  |
| 4 (30)                        | Insieme sul palcoscenico 「ユイと愛の演劇バトル」 - Yui to ai no engeki batoru – "Yui e la battaglia d'amore sul palcoscenico" | 5 maggio 2000     | 30 ottobre 2003  |
| 4 (30)                        | I club teatrali della scuola di Yui e della Back Scroll Academy, l'istituto frequentato da Aiko Shinozaki, devono allestire uno spettacolo; i ruoli delle protagoniste saranno ricoperti proprio da Yui e Aiko. Le prove cominciano, ma la collaborazione tra le due ragazze è tutt'altro che semplice a causa della totale inesperienza di Yui e del difficile carattere di Aiko, scontrosa e profondamente introversa. Yui, decisa a fare del proprio meglio, studia la parte con l'aiuto dei Virtuali, ma quando scopre che Aiko è detestata dalle sue stesse compagne decide di lavorare insieme a lei. Il giorno dello spettacolo, Yui e Aiko recitano splendidamente e in perfetta sintonia; nel bel mezzo dell'esibizione, tuttavia, Yui viene contattata dai Virtuali che hanno bisogno di lei per liberarsi di una Cimice e riesce a farcela in tempo grazie all'aiuto di Virtual Aiko. |                   |                  |
| 5 (31)                        | Diventerò una fumettista 「めざせ！マンガ家」 - Mezase! Manga-ka – "Obiettivo! Manga-ka" | 12 maggio 2000    | 31 ottobre 2003  |
| 5 (31)                        | Yui decide di partecipare a un concorso per disegnatori di fumetti esordienti. Nei giorni successivi lavora alla storia da presentare con così tanto impegno da stancarsi al punto di commettere una distrazione dietro l'altra (come confondere la casa di Aiko con la propria); quando I.R. la convoca in rete per rispondere alla minaccia dell'ennesimo virus, Yui non può non intervenire, ma il malware è tanto abile da riuscire a spostarsi nel sito, sfuggendo più volte all'inizializzazione. Alla fine, Yui riesce a debellare il virus, ma al suo ritorno nel mondo reale è talmente esausta da addormentarsi prima di riuscire a finire il fumetto. |                   |                  |
| 6 (32)                        | Battaglia a meno duecento gradi 「マイナス２００℃の戦い」 - Mainasu 200 °C no tatakai – "Battaglia a meno 200 °C" | 19 maggio 2000    | 1º novembre 2003 |
| 6 (32)                        | Mentre è in missione con i Virtuali per eliminare un virus Cimice, Yui commette una distrazione che per poco non costa la vita a tutti; risolto il problema, Yui si prende una sonora ramanzina da Synchro, che le fa presente che con Virtual Aiko questo non sarebbe accaduto. Yui, offesa, pianta in asso i Virtuali, ma quando I.R. la informa che una Cimice ha infettato il sito Ski, dove si trovano Haruna, Akiko e Reiko, la ragazza decide di passare all'azione. Nel sito, Yui incontra il professor Inukai, che le spiega le ragioni della frustrazione di Synchro; Yui, amaramente pentita per come si è comportata, corre poi in aiuto degli amici Virtuali. Il sito è però vittima di una violentissima tormenta di neve ed è solo grazie al Prisma del Fuoco di Synchro che Yui riesce a raggiungere e a inizializzare il nucleo del virus. Terminata l'emergenza, i due si chiariscono e tornano amici. Nella confusione, tuttavia, i Virtuali non si sono accorti di un particolare importante: durante l'infezione, nel sito era presente la bimba con l'orsacchiotto. |                   |                  |
| 7 (33)                        | Come avere successo con le ragazze 「占います！モテる条件」 - Uranaimasu! Moteru jōken – "Lo predico! Come avere successo con le ragazze" | 26 maggio 2000    | 2 novembre 2003  |
| 7 (33)                        | Control sospetta che dietro l'improvvisa diffusione delle Cimici si nasconda qualcuno e chiede a Vision di indagare; Vision prova a guardare nella propria sfera di cristallo, ma questa viene colpita da una Cimice ed esplode. Nel frattempo, Takashi, Ichitaro e Hideto si recano nel sito di Vision, Fortuna in Amore, perché Ichitaro e Hideto vogliono scoprire come fare per conquistare una fidanzata. Uno strano veggente (che non è Vision) suggerisce a Ichitaro di dipingersi d'oro da capo a piedi, mentre a Hideto consiglia di "diventare una tigre", frase che Hideto prende alla lettera. Nei giorni successivi, il misterioso veggente dispensa bizzarri consigli a molti altri ragazzi e Yui, insospettita, decide di indagare con l'aiuto dei Virtuali. Nel sito trovano Frozen, che vuole farsi dare una predizione per portare avanti la ricerca della bimba con l'orsacchiotto, senza sapere che il sito si occupa solo di questioni di cuore. Si scopre che il veggente è in realtà Control infettato dal virus; il malware prende poi il controllo anche di Frozen e degli utenti del sito, ma i Virtuali riescono a debellare l'infezione. Vision informa poi i Virtuali che prima dell'attacco del virus era riuscita a intravedere qualcosa nella sfera: l'immagine di un oggetto simile al sole. |                   |                  |
| 8 (34)                        | La ricerca del sole 「太陽を追いかけろ！」 - Taiyō wo oikakero! – "Alla ricerca del sole!" | 2 giugno 2000     | 3 novembre 2003  |
| 8 (34)                        | Yui, I.R. e Vision cercano di trovare il "sole" visto da Vision e arrivano nella Rete dei Racconti di Fate, dove incontrano Floppy, venuto fin lì per aiutarli. Nel sito si trova anche Frozen, impegnata nelle ricerche della bimba con l'orsacchiotto. La bimba si trova in effetti proprio lì e Frozen riesce a trovarla, ma la piccola, spaventata, fugge e si imbatte in un programma con le sembianze di un sole. Poco dopo, lo stesso programma, infettato da un virus Cimice, attacca Frozen e in breve si diffonde in tutto il sito. Yui e i Virtuali, aiutati da Virtual Aiko, risolvono la situazione. Il professor Inukai e i Virtuali chiedono poi a Virtual Aiko di restituire il ComCon, ma la ragazza rifiuta; promette però di rendere il bracciale una volta raggiunto il proprio obiettivo (che, tuttavia, non vuole rivelare) e il professor Inukai decide di fidarsi di lei. |                   |                  |
| 9 (35)                        | La nuova stella del pop 「ユイちゃんアイドルになる！？」 - Yui-chan aidoru ni naru!? – "Yui diventa un'idol!?" | 9 giugno 2000     | 4 novembre 2003  |
| 9 (35)                        | Yui e i Virtuali affrontano una Super Cimice che ha infettato il sito Pianifichiamoci una Vita Serena. Durante lo scontro, Yui viene attaccata dal nucleo del virus e sembra soccombere, ma si risveglia nel mondo reale, giungendo così alla conclusione di essersi sognata tutto. Nei giorni successivi, la vita di Yui subisce una svolta improvvisa: ottiene un lavoro come doppiatrice di cartoni animati e successivamente viene addirittura notata da un importante produttore discografico, che la avvia alla carriera di idol. Il primo album inciso da Yui è un enorme successo e la ragazza diventa una stella del pop. Dopo un concerto, tuttavia, a farle le congratulazioni si presenta I.R. in persona e Yui capisce così di trovarsi in realtà ancora su ComNet: dopo aver fallito l'inizializzazione, infatti, il virus l'ha intrappolata in un mondo fittizio. Il nucleo della Cimice, in realtà il direttore musicale che ha seguito fino a quel momento la carriera di Yui, tenta la ragazza per convincerla a restare nel mondo che lui ha creato per lei, ma Yui, furibonda e indignata, lo inizializza senza pensarci due volte. |                   |                  |
| 10 (36)                       | Nettie è scomparsa 「消えたネッティー」 - Kieta Nettī – "La scomparsa di Nettie" | 16 giugno 2000    | 5 novembre 2003  |
| 10 (36)                       | Nettie, il dinosauro che si occupa di mantenere pulite le foreste virtuali, scompare improvvisamente ed Echo chiede l'aiuto degli altri Virtuali. Yui scopre che l'ultimo avvistamento di Nettie è avvenuto nella Rete Dracula, un sito da tempo in disuso; giunti sul posto, i Virtuali si trovano ad avere a che fare con un leone, che li aggredisce per poi dileguarsi. Il professor Inukai spiega loro che il leone è in realtà un "software domestico", cioè una sorta di animale da compagnia virtuale, e che presumibilmente si trova nella Rete Dracula perché è stato abbandonato. I Virtuali tornano nella Rete Dracula e si imbattono nuovamente nel leone, che li conduce in una zona del sito dove trovano Nettie e molti altri software domestici: si tratta di animali abbandonati dai padroni che si erano stancati di loro e Nettie li ha radunati nel sito per proteggerli e occuparsi di loro. Una Super Cimice attacca improvvisamente la Rete Dracula, infettando Nettie e i software domestici, ma i Virtuali risolvono la situazione e promettono a Nettie di trovare dei nuovi padroni che si prendano cura degli animali abbandonati. |                   |                  |
| 11 (37)                       | Frozen torna a scuola 「フリーズの学園日記」 - Furīzu no gakuen nikki – "Il diario scolastico di Freeze" | 23 giugno 2000    | 6 novembre 2003  |
| 11 (37)                       | Dopo essere stata licenziata per l'ennesima volta (che Rescue riferisce essere la quattordicesima), Frozen decide di dare una svolta alla propria vita e tornare a scuola. Sfortunatamente, Frozen si rivela del tutto negata tanto per lo studio quanto per la disciplina, nonostante Rescue cerchi di aiutarla. La bambina con l'orsacchiotto, intanto, si ritrova a vagare nel sito dove si trova la scuola di Frozen e, attirata dai girasoli nel cortile dell'istituto, vi entra. Subito dopo, una Super Cimice infetta la scuola, trasformandola in un labirinto e rendendo di fatto impossibile ai Virtuali raggiungere e inizializzare il nucleo del virus. Neppure Virtual Aiko è in grado di fare qualcosa, ma alla fine, grazie a una pensata di Yui, i Virtuali riescono a eliminare la Cimice. |                   |                  |
| 12 (38)                       | A lezione di videoscrittura 「愛の個人レッスン」 - Ai no kojin ressun – "La lezione privata di Ai" | 30 giugno 2000    | 7 novembre 2003  |
| 12 (38)                       | Yui ha seri problemi a scrivere con la tastiera del computer e deve imparare a farlo come si deve al più presto, altrimenti sarà bocciata alla prova di videoscrittura che dovrà sostenere a scuola da lì a qualche giorno. Yui chiede aiuto al professor Inukai, il quale acconsente, ma prima le chiede di accompagnarlo al cimitero: è infatti il decimo anniversario della scomparsa di un suo caro amico, Shintaro Shinozaki, un abilissimo tecnico che ha contribuito a sviluppare ComNet. Shintaro era anche il padre di Aiko; quando il professore deve allontanarsi per un'emergenza, Yui si rivolge per le lezioni di videoscrittura proprio a lei e Aiko accetta di darle una mano. Grazie al suo aiuto, Yui migliora in brevissimo tempo; quando una Super Cimice infetta Bank Net sarà proprio grazie agli insegnamenti di Aiko che Yui riuscirà a risolvere il problema. Alla fine, Yui sostiene la prova di videoscrittura, superandola a pieni voti, e inizia a sospettare che Virtual Aiko non sia altri che Aiko. |                   |                  |
| 13 (39)                       | Il sosia di Peace 「ピース大ぼうそう！？」 - Pīsu dai bou-sō!? – "Peace si scatena!?" | 7 luglio 2000     | 8 novembre 2003  |
| 13 (39)                       | Yui riferisce ai Virtuali di aver scoperto la vera identità di Virtual Aiko e insieme a loro indaga per scoprire la verità; un problema nel sito della Lotta dei Palloni li costringe, tuttavia, a mettere momentaneamente da parte la faccenda. Nel sito si partecipa a un gioco che consiste nel far scoppiare il palloncino dell'avversario con un ventaglio di carta; qualcuno ha nascosto nei ventagli delle armi, rendendo il loro utilizzo pericolosissimo e trasformando il sito in una zona di guerra. All'inizio, sembra che il colpevole sia Peace, ma i Virtuali scoprono che si tratta in realtà di un impostore. Anche il sito delle Battaglie tra Robot è vittima dello stesso problema e i Virtuali vi si recano; qui c'è anche Frozen, impegnata a cercare di catturare la bimba con l'orsacchiotto, che è comparsa nel sito. Come se non bastasse, una Super Cimice infetta Frozen e il sosia di Peace. Yui e Virtual Aiko eliminano il virus; il vero Peace smaschera poi il suo sosia, che si dissolve all'istante. Il professor Inukai scopre che qualcuno ha violato il database di ComNet, riuscendo a ottenere i dati sul software di Peace. Infine, una serie di prove sembrerebbero dimostrare che Aiko e Virtual Aiko sono in realtà due persone diverse, ma Yui non ne è del tutto convinta. |                   |                  |
| 14 (40)                       | Gita alle terme 「温泉旅行だよユイちゃん」 - Onsen ryokō da yo Yui-chan – "È un viaggio alle terme Yui" | 14 luglio 2000    | 9 novembre 2003  |
| 14 (40)                       | I Virtuali si recano alle Terme del Girasole, all'interno della Rete delle Terme Nascoste, perché Frozen ha riferito loro che l'acqua di quelle terme ha il potere di cancellare le infezioni virali. Giunti sul posto, scoprono che Frozen stessa è la proprietaria delle terme e si è inventata tutto per fare un po' di pubblicità, ma decidono comunque di prendersi una vacanza. Alle terme arriva anche la bimba con l'orsacchiotto, attratta dal girasole presente sull'insegna. Synchro, intanto, scopre che l'acqua delle terme è davvero in grado di restituirgli il suo vero aspetto, anche se solo temporaneamente; il tutto si rivela essere però un effetto collaterale dell'ennesimo virus Super Cimice, che ha per l'appunto colpito l'acqua. Yui cerca di tenere la Cimice a bada in modo che il professor Inukai possa arrivare e raccoglierne un campione, ma il virus è troppo aggressivo e Yui è costretta a inizializzarlo. Synchro è così costretto a rimanere nel corpo di Wolf. |                   |                  |
| 15 (41)                       | Il giro del mondo in otto ore 「８時間世界一周」 - 8-jikan sekai isshū – "Il giro del mondo in otto ore" | 21 luglio 2000    | 10 novembre 2003 |
| 15 (41)                       | La scuola di Yui organizza una gita nel sito del Giro del Mondo, dove avranno modo di fare un tour globale di ottanta giorni (secondo il tempo di ComNet). La prima tappa sono le Hawaii, dove si trovano anche Frozen e la bimba con l'orsacchiotto. La località successiva è Los Angeles; Yui e i suoi amici s'imbattono nella bambina, che afferma di trovarsi lì per una "commissione", e decidono di accompagnarla, anche se la piccola non sa con esattezza dove deve andare e tutto ciò che sa è che deve cercare i girasoli. Al termine del tour, tuttavia, la piccola non ha ancora trovato la propria destinazione; i ragazzi decidono allora di accompagnarla fuori dal sito e tutti insieme si imbarcano in un transatlantico simile al Titanic che li porterà al punto d'uscita. Anche Frozen è a bordo, intenzionata ad acchiappare la bambina, ma fallisce perché un virus Super Cimice infetta l'oceano. Yui elimina il malware; il giorno dopo, i ragazzi e la bambina si separano e Yui ha una grossa sorpresa: Akiko e Hideto si sono messi insieme e anche Ichitaro e Reiko ora fanno coppia fissa. |                   |                  |
| 16 (42)                       | Tutti per uno 「決めます！コレクター春菜」 - Kimemasu! Korekutā Haruna – "Fallo! Corrector Haruna" | 28 luglio 2000    | 11 novembre 2003 |
| 16 (42)                       | Mentre sta studiando assieme ad Haruna, Yui viene convocata dai Virtuali per combattere una Super Cimice. Tutto sembra andare bene, ma per qualche strana ragione l'inizializzazione fallisce e la stessa Yui viene infettata dal virus, venendo trasformata in pietra. Haruna, resasi conto che qualcosa non va, entra in ComNet; il professor Inukai e i Virtuali la mettono al corrente dell'accaduto e le spiegano che devono trovare e inizializzare il nucleo del virus entro venti ore della rete ComNet, altrimenti l'infezione raggiungerà Yui anche nella realtà e non potrà più essere salvata. Haruna decide di tornare a essere una Virtuale per salvare l'amica e il professor Inukai le dona il vecchio ComCon di Yui. Tutti i Virtuali uniscono le forze, riuscendo a localizzare il nucleo della Cimice nel Sito delle Proposte Immobiliari, dove si trovano anche Frozen e la bimba con l'orsacchiotto. Haruna, con l'aiuto dei Virtuali e di Virtual Aiko, riesce a eliminare appena in tempo il virus e Yui è salva. |                   |                  |
| 17 (43)                       | È difficile ricominciare 「ユイちゃん恋をする」 - Yui-chan koi wo suru – "Yui s'innamora" | 4 agosto 2000     | 12 novembre 2003 |
| 17 (43)                       | Grazie alle informazioni di Haruna, i Virtuali si rendono conto che le apparizioni della bimba con l'orsacchiotto precedono sempre un'infezione virale e decidono di rintracciarla per scoprire cosa lega la piccola alle Super Cimici. Yui, intanto, perde la testa per un bel ragazzo conosciuto nel sito Tutti gli Sport, Kosuke, che però non ha mai incontrato al di fuori della rete. Yui scopre che nella realtà Kosuke è ricoverato in ospedale e ha perso l'uso delle gambe a causa di un incidente, dovendo così rinunciare al calcio, sua grande passione. Kosuke non vuole iniziare il programma di riabilitazione per paura di fallire e Yui decide di aiutarlo facendolo giocare a calcio su ComNet, nonostante Aiko le consigli di non farlo. Kosuke rifiuta di farsi aiutare; mentre Yui cerca di farlo ragionare, compare nel sito la bimba con l'orsacchiotto, seguita puntualmente da una Super Cimice. Yui, Virtual Aiko e i Virtuali intervengono; durante la lotta, Kosuke, per salvare Megumi, l'infermiera dell'ospedale, che lo ha seguito in rete, calcia un pallone contro il virus che stava aggredendo la ragazza e ritrova così la passione per il suo sport e la voglia di ricominciare. A cose risolte, Yui si rende conto che Kosuke e Megumi sono innamorati, prendendola tuttavia con serenità, e scopre che nell'ospedale è ricoverata una donna in stato di coma nella cui stanza è presente un libro che ritrae la bimba con l'orsacchiotto. |                   |                  |
| 18 (44)                       | Scompiglio in biblioteca 「ジャギー図書館大さわぎ」 - Jagī toshokan dai sawagi – "Grossi problemi nella biblioteca di Jaggy" | 25 agosto 2000    | 13 novembre 2003 |
| 18 (44)                       | I Virtuali si sparpagliano in ComNet per cercare informazioni sulla bimba con l'orsacchiotto. Frozen riceve una e-mail da Jaggy: è appena stato nominato direttore della biblioteca generale di ComNet. Dopo aver assaggiato una pietanza bollente, Frozen sviene e viene soccorsa proprio da Jaggy. Anche Yui, Haruna e I.R. si recano alla biblioteca per cercare il libro su cui è ritratta la bimba con l'orsacchiotto, ma sia il libro che la bambina (che i Virtuali sospettano essere in realtà un software per la posta virtuale) risultano inesistenti. La bimba si introduce nella biblioteca e Frozen cerca di acchiapparla; Yui, Haruna e I.R. si confrontano intanto con l'ennesima Super Cimice, che ha infettato i libri della biblioteca, e con l'aiuto di Jaggy e dei Virtuali eliminano la minaccia. Nel caos, però, la bimba con l'orsacchiotto sparisce di nuovo. |                   |                  |
| 19 (45)                       | Una bambina tra i girasoli 「ひまわりの中の少女」 - Himawari no naka no shōjo – "Una bambina tra i girasoli" | 1º settembre 2000 | 14 novembre 2003 |
| 19 (45)                       | Yui e Haruna scoprono che nella stanza dove Yui ha trovato il libro che raffigura la bimba con l'orsacchiotto è ricoverata la madre di Aiko. Nel frattempo, il professor Inukai, Control e Rescue si recano al laboratorio di Virus, che spiega loro che la Super Cimice presenta una componente diversa da quella dei normali virus; se fosse scoperta, sarebbe possibile sconfiggere le Super Cimici una volta per tutte. Su suggerimento di Vision, i Virtuali decidono di approfittare della Grande Mostra del Girasole, che si terrà su un sito di ComNet, per trovare la bimba con l'orsacchiotto. L'idea ha successo e la comparsa della bimba è seguita come al solito da quella di una Super Cimice. Dopo aver debellato l'infezione, Virus spiega a tutti che le Super Cimici sono contenuti nelle lacrime della bambina: l'ospite del malware è proprio lei. Yui decide di chiedere ad Aiko del libro e della bambina e, per farle comprendere l'importanza dell'informazione, le svela di essere una dei Virtuali. |                   |                  |
| 20 (46)                       | Tre ragazze virtuali 「トリプルコレクター見参！」 - Toripuru Korekutā kenzan! – "Vedo tre Corrector!" | 8 settembre 2000  | 15 novembre 2003 |
| 20 (46)                       | Yui, pur di ottenere informazioni sulla bimba con l'orsacchiotto, svela ad Aiko di essere una Virtuale, ma Aiko non si fida. Più tardi, Yui e i genitori entrano nel sito Wrestling in 3D per assistere a un incontro di lotta a squadre. Improvvisamente, una Super Cimice attacca l'arena; Yui e i Virtuali risolvono il problema, ma stavolta la bimba con l'orsacchiotto non è comparsa e i Virtuali capiscono che questo virus dev'essere stato diffuso da qualcun altro. Yui, Haruna e Aiko entrano nel sito per indagare; qui assistono a una replica dell'incontro, che però viene interrotto anche questa volta da una Super Cimice. Le ragazze scoprono che il diffusore è il manager di una delle due squadre, che si serve del virus per manipolare gli incontri a proprio favore. Yui e Haruna affrontano il malware, venendo raggiunte più tardi da Aiko, che si trasforma senza farsi vedere. Insieme, le tre ragazze Virtuali riescono a eliminare la minaccia e il manager truffaldino viene arrestato dai Virtuali; Yui e Haruna, comunque, capiscono che Aiko è davvero Virtual Aiko. |                   |                  |
| 21 (47)                       | Un mondo di ghiaccio 「悲しみのフリーズ」 - Kanashimi no Furīzu – "Il dolore di Freeze" | 15 settembre 2000 | 16 novembre 2003 |
| 21 (47)                       | Interrogando il manager arrestato nel precedente episodio i Virtuali scoprono che il virus gli era stato dato dallo stesso uomo (l'Uomo Misterioso) che ha incaricato Frozen di trovare la bimba con l'orsacchiotto; il virus, inoltre, non era una vera Super Cimice, ma era stato contraffatto per apparire tale. Frozen, intanto, si incontra con l'Uomo Misterioso e, saputo che è ricercato dai Virtuali, comincia a sospettare di lui; l'Uomo Misterioso, allora, la rapisce e la infetta con una Super Cimice contraffatta che la porta sotto il suo completo controllo. Jaggy contatta i Virtuali, informandoli che Frozen era stata assoldata dall'Uomo Misterioso perché possiede il potere di rilevare e prevedere le infezioni virali, dono di cui la stessa Frozen è inconsapevole; l'Uomo Misterioso ha infettato Frozen anche per amplificare questo suo grande potere. I Virtuali e Jaggy riescono a inizializzare Frozen (per fortuna senza doverla cancellare), ma nella confusione l'Uomo Misterioso riesce a rapire la bimba. Con sorpresa di tutti, l'orsacchiotto della piccola si anima e chiede aiuto ai Virtuali per liberare la sua padroncina, il cui vero nome è Ai. |                   |                  |
| 22 (48)                       | Il braccialetto 「コレクター・アイの正体」 - Korekutā Ai no shōtai – "L'identità di Corrector Ai" | 22 settembre 2000 | 17 novembre 2003 |
| 22 (48)                       | Il professor Inukai scopre che l'orsacchiotto altro non è che il disco di backup di Ai e si anima ogni qual volta la piccola è addormentata o priva di sensi. Yui, Haruna e i Virtuali esplorano ComNet alla ricerca di Ai; su consiglio di Vision, Yui e Haruna si recano insieme agli amici a visitare il Sito dei Parchi di Divertimento. Qui incontrano Aiko, la quale è alla ricerca di Ai; Yui le propone ancora una volta di collaborare insieme ai Virtuali, ma Aiko rifiuta nuovamente. Aiko prosegue le proprie ricerche in rete in solitaria, ma senza rendersene conto rimane connessa per più di dieci ore, che è il limite di tempo da non superare per non incorrere in danni alla salute, e si sente male: i bracciali ComCon, infatti, al contrario dei normali visori virtuali non sono equipaggiati con il sistema di sicurezza che disconnette automaticamente gli utenti una volta raggiunte le dieci ore. Aiko viene ricoverata in ospedale e Yui, preoccupata, decide di restarle accanto. I Virtuali, intanto, grazie a Frozen rintracciano l'Uomo Misterioso a Western Net e questi infetta il sito con la Super Cimice autentica, prelevata dal corpo di Ai. Yui, Haruna e i Virtuali affrontano il virus; anche Aiko, nonostante non si sia ancora ripresa, si reca in rete e, pensando che sia il ComCon nero il motivo per cui non riesce a trovare Ai, propone a Yui di scambiarsi i bracciali. Yui accetta senza farle domande; le ragazze Virtuali eliminano la Cimice, ma il ComCon di Yui, ora indossato da Aiko, viene distrutto dal virus e Aiko entra in coma. |                   |                  |
| 23 (49)                       | Un'amica in pericolo 「愛とアイとｉ」 - Ai to ai to i – "Amore (Ai), Ai e i (Ai)" | 29 settembre 2000 | 18 novembre 2003 |
| 23 (49)                       | Il professor Inukai, grazie all'orsacchiotto di Ai, scopre che la piccola è un software di posta elettronica progettato nell'anno in cui fu aperta ComNet. Appena entrata in rete, Ai fu rapita da un'entità misteriosa e tenuta rinchiusa per anni in un sito pieno di virus informatici; uno di questi infettò Ai e, combinandosi con il suo programma, mutò nella potentissima Super Cimice, di cui Ai divenne l'ospite. Ai riuscì poi a scappare, ma a causa del virus scordò il nome di colui a cui doveva consegnare la posta. L'orsacchiotto decise allora di aiutare Ai a guarire e rubò il ComCon nero, dandolo ad Aiko e pregandola di trovare e inizializzare Ai, così da liberarla dal virus. Aiko, intanto, è stata infettata dalla Super Cimice durante la battaglia a Western Net; Yui entra nella sua mente per eliminare il malware e ripercorre il passato della ragazza, inserendosi nei suoi ricordi per trovare la Cimice. Yui scopre così che la madre di Aiko è in coma a causa di un virus che ha imprigionato la sua coscienza da qualche parte dentro ComNet; Aiko ha scoperto che il virus in questione è la Super Cimice di cui è portatrice la piccola Ai e la cerca perché, inizializzando la bimba, potrà salvare anche la madre. Alla fine, Yui riesce a scovare il nucleo della Cimice, che altro non è che il ricordo della battaglia di Western Net, alterato dal malware, ed elimina l'infezione, salvando Aiko. |                   |                  |
| 24 (50)                       | Un terribile avversario… 「コムネット最大の危機」 - Komunetto saidai no kiki – "Il pericolo più grande per ComNet" | 6 ottobre 2000    | 19 novembre 2003 |
| 24 (50)                       | Vision scopre che la piccola Ai è riuscita a scappare dalla sua prigionia durante un tentativo di distruzione di ComNet da parte di chi l'aveva catturata; l'attentato è fallito, ma nel mondo reale ha provocato l'esplosione del computer a cui era collegata Azusa Shinozaki, la madre di Aiko, che da allora è imprigionata in ComNet. Il professor Inukai, inoltre, scopre che Ai è sensibile ai sentimenti degli utenti, il che significa che la bimba si fida di chi, come Yui e Haruna, è aperto e sincero verso gli altri, mentre rifugge le persone introverse come Aiko, spiegando perché quest'ultima non riesca a trovarla. Aiko non prende bene la rivelazione e respinge bruscamente i tentativi di Yui di convincerla ad aprirsi con lei, arrivando persino a schiaffeggiarla. Haruna e i Virtuali, intanto, sono alle prese con una Super Cimice potenziata che ha infettato Super Futuristic City Net; Yui entra in rete per aiutarli, nonostante non possa trasformarsi perché il suo bracciale è rimasto irrimediabilmente danneggiato nella battaglia a Western Net. Aiko, sentendosi in colpa, decide di aiutarla ed entra nel sito insieme a lei. La Cimice è però troppo potente sia per Haruna che per Aiko e l'unica soluzione sembra cancellare il sito stesso; per fortuna, il professor Inukai riesce a far avere a Yui un nuovo ComCon con cui può accedere a un completo di trasformazione sedici volte più potente della versione base e il virus è presto debellato. L'Uomo Misterioso, però, propaga la Cimice potenziata in altri siti e presto il virus si espande in tutta ComNet. |                   |                  |
| 25 (51)                       | Verso la fine… 「コムネット崩壊！？」 - Komunetto hōkai!? – "Il crollo di ComNet!?" | 13 ottobre 2000   | 20 novembre 2003 |
| 25 (51)                       | Le Super Cimici si diffondono in tutta ComNet e i Virtuali decidono di dividersi in tre gruppi, ognuno capeggiato da una diversa ragazza Virtuale: Yui, Haruna e Aiko, la quale ha finalmente accettato di collaborare con loro. Gli attacchi, però, sono troppi e troppo massicci e le conseguenze cominciano a farsi sentire anche nel mondo reale. Il professor Inukai sincronizza il tempo di ComNet con quello reale, rallentando l'azione delle Cimici di duecentocinquantasei volte, ma questo non sembra sufficiente; grazie al potere di Frozen, i Virtuali localizzano l'Uomo Misterioso in un vecchio sito in disuso, ma l'uomo è stato infettato da una Super Cimice e Yui riesce a inizializzarlo a fatica. Superato anche quest'ostacolo, i Virtuali trovano Azusa, la madre di Aiko, e incontrano finalmente il vero responsabile di tutta la faccenda, un uomo di nome Ryo Kurokawa. |                   |                  |
| 26 (52)                       | La forza dell'amicizia 「みんな友だち」 - Minna tomodachi – "Tutti amici" | 20 ottobre 2000   | 21 novembre 2003 |
| 26 (52)                       | Ryo Kurokawa è uno scienziato che ha collaborato alla creazione di ComNet; egli, a differenza del professor Inukai e Shintaro Shinozaki, intendeva usare la rete per scopi malvagi e per questo è stato allontanato. L'intento di Kurokawa è distruggere ComNet con i virus Super Cimice e rimpiazzarla con una rete di sua creazione e per questo aveva rapito Ai, che ha usato per creare il malware; Azusa Shinozaki era riuscita a liberarla, mandando a monte il primo tentativo dell'uomo di distruggere ComNet, e Kurokawa ha imprigionato la donna per vendicarsi. Kurokawa attacca i Virtuali usando le Super Cimici potenziate; solo Yui, Haruna e Aiko scampano all'attacco, mentre gli otto software Virtuali cadono sotto il controllo di Kurokawa. Frozen e Jaggy, aiutati dall'Uomo Misterioso, liberato dal controllo di Kurokawa e tornato buono, liberano Ai e il loro intervento distrae Kurokawa il tempo necessario per permettere alle ragazze Virtuali di reagire: unendo i loro poteri, Yui, Haruna e Aiko inizializzano Kurokawa. L'uomo non viene eliminato, ma il comando di inizializzazione scatena in lui l'affioramento di una potentissima Super Cimice. Il professor Inukai spiega a Kurokawa che, comunque vadano le cose, il suo piano è destinato a fallire: nel mondo reale, infatti, egli è deceduto a causa dell'esplosione provocata dal suo primo tentativo di distruzione di ComNet, di conseguenza tutto ciò che rimane di lui è la sua coscienza in rete, fusa per sempre con il virus Super Cimice. Kurokawa perde il controllo; sembra inarrestabile, ma Yui, grazie all'unione del proprio potere con quelli di Haruna, Aiko e degli altri Virtuali, riesce a eliminarlo. Ora è tutto finito: Aiko inizializza Ai, liberandola dal virus, e la bimba ricorda che era proprio lei il destinatario del messaggio che doveva consegnare, rivelando che i girasoli che Ai cercava erano quelli del giardino di casa Shinozaki. Questo si rivela una e-mail scrittale da Shintaro che la invita a esplorare ComNet e fare amicizia con i software che la popolano, ai quali ha dato la capacità di provare sentimenti perché Aiko non si senta mai più sola. Nel mondo reale, Azusa Shinozaki si riprende e lei e Aiko decidono di tornare a casa propria; Yui e Aiko, ormai amiche, resteranno però sempre in contatto grazie a ComNet. |                   |                  |